# Garpan
Garpan (en népalais : गर्पन) est un comité de développement villageois du Népal situé dans le district de Surkhet. Au recensement de 2011, il comptait 2 011 habitants.